# Cuộc chiến chống ma túy ở Philippines
Cuộc chiến chống ma túy ở Philippines đề cập đến chính sách về ma túy ở Philippines do chính phủ Philippines, đứng đầu là Tổng thống Rodrigo Duterte chỉ đạo. Cuộc chiến này đã bị chỉ trích trên bình diện trong nước và quốc tế vì số người chết gia tăng do hoạt động của cảnh sát, và hàng loạt vụ hành quyết không qua xử án.

## Bối cảnh
Rodrigo Duterte đã thắng cử trong cuộc bầu cử tổng thống Philippines vào ngày 9 tháng 5 năm 2016. Ông hứa hẹn sẽ tiêu diệt hàng chục nghìn tội phạm và kêu gọi mọi người cùng tiêu diệt những người nghiện ma túy. Khi còn là thị trưởng thành phố Davao, ông Duterte đã bị Tổ chức Theo dõi Nhân quyền chỉ trích vì các vụ việc liên quan đến hàng trăm trẻ em lang thang, tội phạm vặt vãnh và người sử dụng ma túy bất hợp pháp bị hành quyết bởi Davao Death Squad - một nhóm cảnh sát dưới quyền Duterte. Duterte đã nhiều lần xác nhận và sau đó lại phủ nhận sự dính líu của mình trong các vụ hành quyết của Davao Death Squad. Duterte đã hưởng lợi từ nhận thức của công chúng rằng ông đã biến Davao thành một trong những thành phố "an toàn nhất của thế giới", và ông trích dẫn điều này nhằm biện minh cho các chính sách của mình. Tuy nhiên trong thực tế, dữ liệu của cảnh sát từ năm 2010-2015 cho thấy Davao là thành phố có tỉ lệ giết người cao nhất và tỉ lệ hiếp dâm cao thứ hai ở Philippines.
Các quan chức chống ma tuý Philippines thừa nhận rằng tổng thống Duterte đã tận dụng và phóng đại những dữ liệu thiếu sót nhằm hỗ trợ cho tuyên bố của ông rằng Philippines đang trở thành một "quốc gia ma túy". Theo Văn phòng Liên Hợp Quốc về chống Ma túy và Tội phạm (UNODC), Philippines có tỉ lệ sử dụng ma túy thấp so với mức trung bình toàn cầu. Duterte phát biểu trước toàn quốc rằng trong dữ liệu của Cơ quan Quản lý Thực thi Ma túy Philippines, có tới 3 triệu người nghiện ma tuý từ 2 đến 3 năm trước, mức mà ông nói có thể tăng lên 3,7 triệu. Tuy nhiên, theo Ủy ban Dược phẩm Nguy hiểm, cơ quan hoạch định chính sách về ma túy của Chính phủ Philippines, 1,8 triệu người Philippines đã sử dụng ma túy bất hợp pháp (chủ yếu là cần sa) trong năm 2015, và cuộc khảo sát chính thức mới nhất được công bố, một phần ba trong số họ đã sử dụng ma túy bất hợp pháp chỉ một lần trong 13 tháng qua.

## Các sự kiện chính

### Những tháng đầu tiên
Trong các bài diễn văn được thực hiện sau khi nhậm chức vào ngày 30 tháng 6, Duterte đã kêu gọi toàn dân tiêu diệt những tên tội phạm bị nghi ngờ và người nghiện ma túy. Ông tuyên bố sẽ ra lệnh cho cảnh sát thông qua một chính sách bắn chết người, và sẽ cung cấp cho họ một khoản tiền thưởng cho các nghi phạm đã chết. Vào ngày 2 tháng 7 năm 2016, Đảng Cộng sản Philippines tuyên bố rằng Đảng này "nhắc lại đề nghị lâu dài của Đảng với việc Quân đội thực hiện các hoạt động giải giáp và bắt giữ các thủ lĩnh của các tổ hợp ma túy lớn nhất, cũng như các tổ chức tội phạm khác liên quan đến vi phạm nhân quyền và phá hủy môi trường" sau khi phe cánh chính trị Bagong Alyansang Makabayan đã chấp nhận nội các trong chính phủ mới. Vào ngày 3 tháng 7 năm 2016, Cảnh sát Quốc gia Philippines đã thông báo họ đã giết chết 30 người buôn bán ma túy bị cáo buộc kể từ khi Duterte tuyên thệ nhậm chức tổng thống vào ngày 30 tháng 6. Sau đó, họ tuyên bố họ đã giết chết 103 người bị tình nghi từ ngày 10 tháng 5 đến ngày 7 tháng 7.